# Cyclaspis picta
Cyclaspis picta är en kräftdjursart som beskrevs av William Thomas Calman 1904. Cyclaspis picta ingår i släktet Cyclaspis och familjen Bodotriidae. Inga underarter finns listade i Catalogue of Life.